# 陈璧 (万历进士)
陳璧（1551年—1602年），字道良，號荆山，福建福州府懷安縣民籍，福清縣人，明朝政治人物。

## 生平
萬曆四年（1576年）丙子科福建鄉試第二十四名舉人，萬曆五年（1577年）中式丁丑科會試第六十九名，三甲第一百五十五名進士。授歸德府推官，十一年（1583年）八月選授刑科給事中，十三年（1585年）丁憂歸，十五年（1587年）九月起為禮科給事中，十六年（1588年）二月出為太平府知府，二十年（1592年）升廣東按察司副使，二十三年（1595年）二月升湖廣布政使司左參政，二十六年（1598年）六月升山東按察使，二十八年（1600年）四月升浙江右布政使，兼管揚州各營兵馬海防事。与珰忤，乞终养归。萬曆三十年卒，年五十二。

## 家族
曾祖陳模；祖父陳德溥；父陳岊甫，母翁氏。具慶下。